# Calliandra alba
Calliandra alba là một loài thực vật có hoa trong họ Đậu. Loài này được (Colla) Benth. ex Jackson miêu tả khoa học đầu tiên năm 1895.